# Championnats d'Europe féminins de boxe amateur 2018
Navigation
Édition précédente Édition suivante
Les 11es Championnats d'Europe de boxe amateur  féminins se sont déroulés du 5 au 12 juin 2018 à Sofia en Bulgarie.
Organisées par l'European Boxing Confederation (EUBC), les compétitions se disputent dans 10 catégories de poids différentes.

## Résultats

### Podiums
| Catégorie                   | Or                  | Argent              | Bronze                  |
| --------------------------- | ------------------- | ------------------- | ----------------------- |
| Poids mi-mouches (-48 kg)   | Ekaterina Paltceva  | Sevda Asenova       | Anna Okhota             |
| Poids mi-mouches (-48 kg)   | Ekaterina Paltceva  | Sevda Asenova       | Steluța Duță            |
| Poids mouches (-51 kg)      | Svetlana Soluianova | Buse Çakıroğlu      | Gabriela Dimitrova      |
| Poids mouches (-51 kg)      | Svetlana Soluianova | Buse Çakıroğlu      | Yana Burym              |
| Poids coqs (-54 kg)         | Stoyka Petrova      | Delphine Mancini    | Viktoria Kuleshova      |
| Poids coqs (-54 kg)         | Stoyka Petrova      | Delphine Mancini    | Giulia De Laurenti      |
| Poids plumes (-57 kg)       | Stanimira Petrova   | Daria Abramova      | Mona Mestiaen           |
| Poids plumes (-57 kg)       | Stanimira Petrova   | Daria Abramova      | Michaela Walsh          |
| Poids légers (-60 kg)       | Mira Potkonen       | Anastasia Belyakova | Kellie Harrington       |
| Poids légers (-60 kg)       | Mira Potkonen       | Anastasia Belyakova | Denitsa Eliseyeva       |
| Poids super-légers (-64 kg) | Melis Yonuzova      | Sema Çalışkan       | Maria Badulina-Bova     |
| Poids super-légers (-64 kg) | Melis Yonuzova      | Sema Çalışkan       | Ekaterina Dynnik        |
| Poids welters (-69 kg)      | Elina Gustafsson    | Yaroslava Yakushina | Assunta Canfora         |
| Poids welters (-69 kg)      | Elina Gustafsson    | Yaroslava Yakushina | Nadine Apetz            |
| Poids moyens (-75 kg)       | Nouchka Fontijn     | Mariya Borutsa      | Sarah Scheurich         |
| Poids moyens (-75 kg)       | Nouchka Fontijn     | Mariya Borutsa      | Lauren Price            |
| Poids mi-lourds (-81 kg)    | Maria Urakova       | Elif Güneri         | Viktoria Kebikova       |
| Poids mi-lourds (-81 kg)    | Maria Urakova       | Elif Güneri         | Anastasia Chernokolenko |
| Poids lourds (+81 kg)       | Flavia Severin      | Kristina Tkacheva   | Şennur Demir            |
| Poids lourds (+81 kg)       | Flavia Severin      | Kristina Tkacheva   | Lidia Fidura            |

### Tableau des médailles
- Pays hôte ( Bulgarie)

| Rang  | Nation         | Or | Argent | Bronze | Total |
| ----- | -------------- | -- | ------ | ------ | ----- |
| 1     | Russie         | 3  | 4      | 2      | 9     |
| 2     | Bulgarie       | 3  | 1      | 2      | 6     |
| 3     | Finlande       | 2  | 0      | 0      | 2     |
| 4     | Italie         | 1  | 0      | 2      | 3     |
| 5     | Pays-Bas       | 1  | 0      | 0      | 1     |
| 6     | Turquie        | 0  | 3      | 1      | 4     |
| 7     | Ukraine        | 0  | 1      | 3      | 4     |
| 8     | France         | 0  | 1      | 1      | 2     |
| 9     | Biélorussie    | 0  | 0      | 2      | 2     |
| 9     | Allemagne      | 0  | 0      | 2      | 2     |
| 9     | Irlande        | 0  | 0      | 2      | 2     |
| 12    | Pologne        | 0  | 0      | 1      | 1     |
| 12    | Roumanie       | 0  | 0      | 1      | 1     |
| 12    | Pays de Galles | 0  | 0      | 1      | 1     |
| Total | Total          | 10 | 10     | 20     | 40    |